# Pristomerus rufiabdominalis
Pristomerus rufiabdominalis là một loài tò vò trong họ Ichneumonidae.